# Konrad Lux

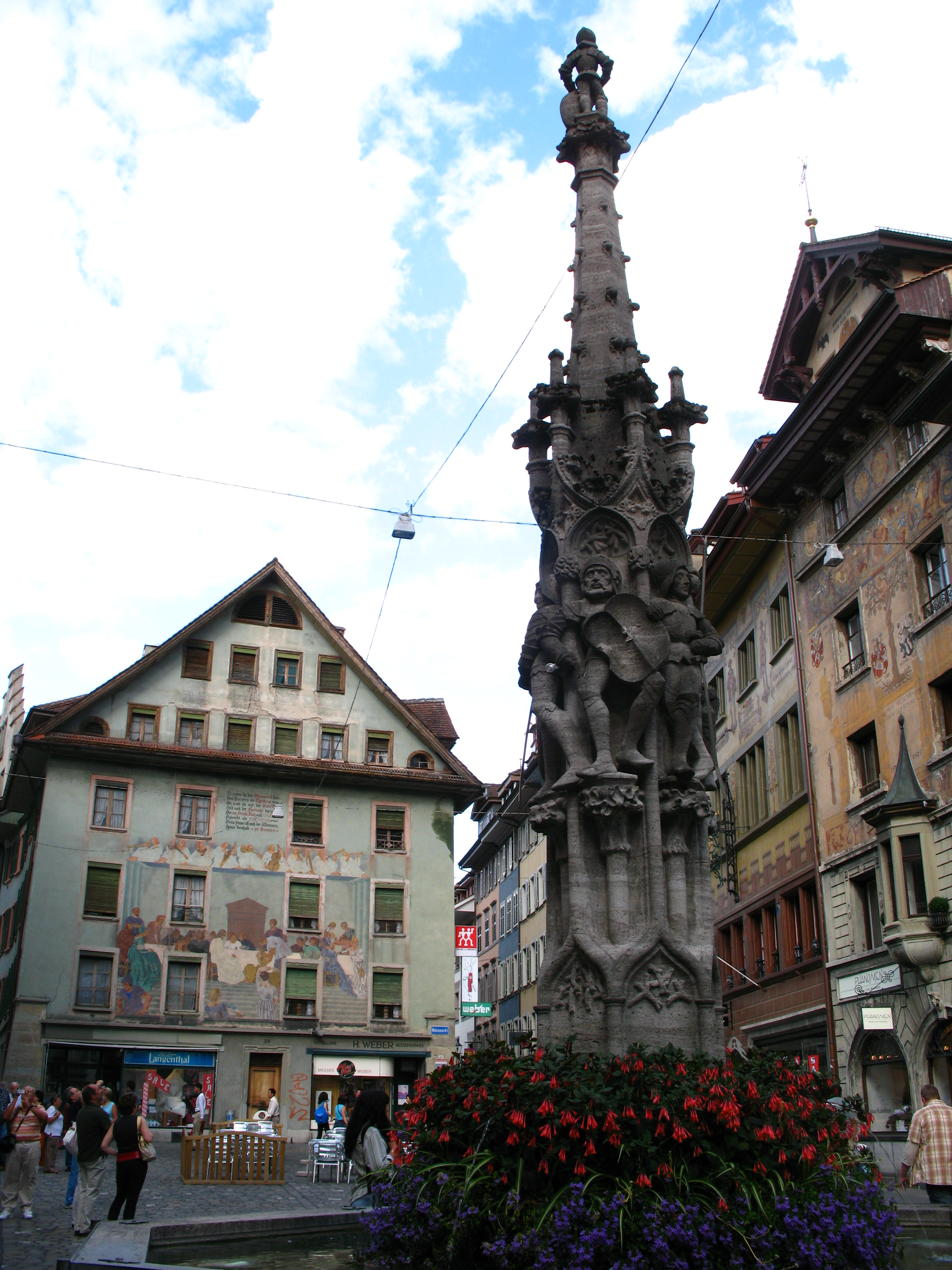
Lux’ Luzerner Weinmarktbrunnen

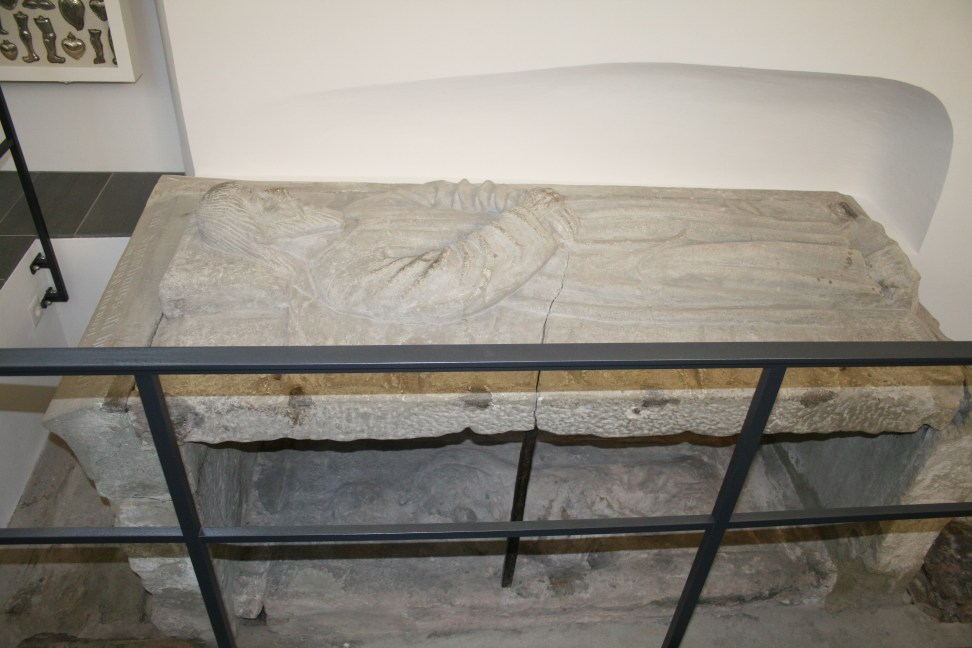
Lux’ Grabplatte für Niklaus von Flüe

Konrad Lux (vor 1481–nach 1518) war ein Schweizer Bildhauer, Steinmetz, Baumeister und Maurermeister.

## Leben und Wirken
Konrad Lux (auch Lutz) stammte aus Basel, war aber hauptsächlich in Luzern tätig, wo ihm 1505 in Anerkennung seiner künstlerischen Leistungen das Bürgerrecht geschenkt wurde. Zu seinen Hauptwerken gehören der Taufstein der alten Hofkirche und der Brunnen auf dem Weinmarkt in Luzern (Auftragserteilung 1481) sowie das 1518 errichtete Grabmal von Bruder Klaus in dessen Grabkapelle in Sachseln.